# Пожарища (Бабаєвський район)
Пожарища — присілок в Бабаєвському районі Вологодської області Росії.
Входить до складу Борисовського сільського поселення (з 1 січня 2006 року по 13 квітня 2009 року входила в Афанасовське сільське поселення).
Відстань автодорогою до районного центру Бабаєво — 50 км, до центру муніципального утворення села Борисово-Судське по прямій — 13 км. Найближчі населені пункти — с. Афанасово, с. Мале Борисово, с. Пустошка. Станом на 2002 рік постійного населення не було.